# Sung Kang
Sung Kang (Gainesville, Georgia, 1972. április 8. –) amerikai színész, filmproducer.
Leginkább a Halálos iramban-filmekből ismert. A színészkedés mellett 2013-ig saját éttermet üzemeltetett Los Angelesben, Saketini néven.

## Élete
Kang a Georgia állambeli Clarkstonban született dél-koreai bevándorló szülők gyermekeként. Koreai anyja és afroamerikai nevelőapja nevelte fel. Középiskolás korában a kaliforniai Barstowba költöztek.
Kang a Riverside-i Kaliforniai Egyetemre járt. A főiskolán a jogi egyetem helyett a színészetet választotta, ami a szülei csalódását váltotta ki, mivel aggódtak amiatt, hogy az amerikai televízióban nem szerepelnek ázsiai amerikaiak, és nincsenek elhelyezkedési esélyei.

## Filmográfia

### Film
| Év   | Magyar cím                          | Eredeti cím                           | Szerep                          | Magyar hang    | Rendező              |
| ---- | ----------------------------------- | ------------------------------------- | ------------------------------- | -------------- | -------------------- |
| 1999 | Mystery Men – Különleges hősök      | Mystery Men                           | Susie                           |                | Kinka Usher          |
| 2001 | Pearl Harbor – Égi háború           | Pearl Harbor                          | lehallgatótiszt / japán tolmács |                | Michael Bay          |
| 2002 |                                     | Better Luck Tomorrow                  | Han Lue                         |                | Justin Lin (1.)      |
| 2002 | Antwone Fisher története            | Antwone Fisher                        | recepciós                       |                | Denzel Washington    |
| 2005 |                                     | Forbidden Warrior                     | Doran                           |                | Jimmy Nickerson      |
| 2005 |                                     | The Motel                             | Sam                             |                | Michael Kang         |
| 2006 | Halálos iramban: Tokiói hajsza      | The Fast and the Furious: Tokyo Drift | Han Lue                         | Seder Gábor    | Justin Lin (2.)      |
| 2006 |                                     | Undoing                               | Samuel                          |                | Chris Chan Lee       |
| 2007 |                                     | Finishing the Game                    | Cole Kim                        |                | Justin Lin (3.)      |
| 2007 | Die Hard 4.0 – Legdrágább az életed | Live free or Die Hard                 | Raj FBI ügyintéző               | Sörös Miklós   | Len Wiseman          |
| 2007 | War – Bosszú mindenáron             | War                                   | Goi FBi ügynök                  | Sárközi József | Philip G. Atwell     |
| 2009 | Halálos iram                        | Fast and Furious                      | Han Lue                         | Sörös Miklós   | Justin Lin (4.)      |
| 2009 | Nindzsagyilkos                      | Ninja Assassin                        | Hollywood                       | Welker Gábor   | James McTeigue       |
| 2011 | Halálos iramban: Ötödik sebesség    | Fast Five                             | Han Lue                         | Csőre Gábor    | Justin Lin (5.)      |
| 2011 | Aloha, szerelem!                    | 4 Wedding Planners                    | Kai                             | Harcsik Róbert | Michael Kang         |
| 2012 |                                     | Sunset Stories                        | JP                              |                | Ernesto Foronda      |
| 2012 | Silas Howard                        | Sunset Stories                        | JP                              |                |                      |
| 2012 | Fejlövés                            | Bullet to the Head                    | Taylor Kwon                     | Csőre Gábor    | Walter Hill          |
| 2013 | Halálos iramban 6.                  | Fast & Furious 6                      | Han Lue                         | Csőre Gábor    | Justin Lin (6.)      |
| 2015 | Pokoli éden                         | Eden                                  | Connie                          |                | Shyam Madiraju       |
| 2015 | Halálos iramban 7.                  | Furious 7                             | Han Lue (archív felvétel)       | Nem szólal meg | James Wan            |
| 2015 |                                     | Hollywood Adventures                  | Manny                           |                | Timothy Kendall      |
| 2015 |                                     | Pali Road                             | Mitch Kayne                     |                | Jonathan Lim         |
| 2016 |                                     | The Free World                        | Shin nyomozó                    |                | Jason Lew            |
| 2019 | A nyolcas kód                       | Code 8                                | Alex Park rendőrtiszt           | Papp Dániel    | Jeff Chan            |
| 2020 | Mindenkiből lehet hős               | We Can Be Heroes                      | Gyors vakító                    | Szabó Máté     | Robert Rodríguez     |
| 2021 | Halálos iramban 9.                  | F9                                    | Han Lue                         | Csőre Gábor    | Justin Lin (7.)      |
| 2021 | Raya és az utolsó sárkány           | Raya and the Last Dragon              | Tang Hai (hangja)               | Papp Dániel    | Don Hall             |
| 2021 | Raya és az utolsó sárkány           | Raya and the Last Dragon              | Tang Hai (hangja)               | Papp Dániel    | Carlos López Estrada |
| 2021 |                                     | Snakehead                             | Rambo                           |                | Evan Jackson Leong   |
| 2023 | Halálos iramban 10.                 | Fast X                                | Han Lue                         | Csőre Gábor    | Louis Leterrier      |
| 2024 | Hétvégi hajsza                      | Weekend in Taipei                     | Kwang                           | Bognár Tamás   | George Huang         |

Rövidfilmek
- Talk to Taka (2000)[5]
- 9:30 (2004) – Chan Kin Fai
- Los Bandoleros (2009) – Han Lue
- Clap Clap (2009) – Roy
- The Come Up (2013) – Douchey színész
- Code 8 (2016) − Alex Park rendőrtiszt

### Televízió
| Év        | Magyar cím                 | Eredeti cím                    | Szerep                           | Megjegyzés                                              |
| --------- | -------------------------- | ------------------------------ | -------------------------------- | ------------------------------------------------------- |
| 1999      |                            | Felicity                       | diák                             | 1 epizód                                                |
| 2000      | A harc törvénye            | Martial Law                    | Xian Law                         | 3 epizód                                                |
| 2001      | New York rendőrei          | NYPD Blue                      | ázsiai egyenruhás                | 1 epizód                                                |
| 2002      | Csajok                     | Girlfriends                    | csapos                           | 1 epizód                                                |
| 2002      | Kerge város                | Spin City                      | Jordan                           | 1 epizód                                                |
| 2003      | The Shield – Kemény zsaruk | The Shield                     | Malcom Rama                      | 1 epizód                                                |
| 2004      | Végveszélyben              | Threat Matrix                  | Ray Lee                          | 1 epizód                                                |
| 2004      | Döglött akták              | Cold Case                      | Sen Dhiet / Varin Toan           | 1 epizód                                                |
| 2005      | Nyomtalanul                | Without a Trace                | Deke                             | 1 epizód                                                |
| 2005      | Monk – A flúgos nyomozó    | Monk                           | Mr. Huang / Vince Kuramoto       | 2 epizód                                                |
| 2006–2008 | Mad TV                     | MADtv                          | Gin Kew Yun Chun Yew Nee elnök   | 4 epizód                                                |
| 2006      | Túsztárgyalók              | Standoff                       | David Lau                        | 1 epizód                                                |
| 2006      | CSI: Miami helyszínelők    | CSI: Miami                     | Lee Choi                         | 1 epizód                                                |
| 2008      | Knight Rider               | Knight Rider                   | Johnny Chang                     | 1 epizód                                                |
| 2008      | CSI: A helyszínelők        | CSI: Crime Scene Investigation | Jang                             | 1 epizód                                                |
| 2009      | Észvesztő                  | Mental                         | Jimmy                            | 1 epizód                                                |
| 2010      |                            | Easy to Assemble               | Sung Skjulstad / Sung Skjulestad | websorozat (3 epizód)                                   |
| 2014      | Robotcsirke                | Robot Chicken                  | Hook / Stratos (hangja)          | 1 epizód                                                |
| 2014      |                            | Gang Related                   | Tae Kim                          | főszerep (13 epizód)                                    |
| 2016      | Family Guy                 | Family Guy                     | Szappanopera színész (hangja)    | 1 epizód                                                |
| 2016      | Hawaii Five-0              | Hawaii Five-0                  | Dae Wan                          | 1 epizód                                                |
| 2017–2020 |                            | Power                          | John Mak államügyész-helyettes   | főszerep (22 epizód)                                    |
| 2018      | Magnum                     | Magnum P.I.                    | Tanaka Jószi hadnagy             | 1 epizód                                                |
| 2019      | Mr. Whiskey                | Whiskey Cavalier               | Daniel Lou                       | 1 epizód                                                |
| 2020      |                            | Power Book II: Ghost           | John Mak államügyész-helyettes   | 3 epizód                                                |
| 2021      | Lisey története            | Lisey's Story                  | Dan Beckman rendőrtiszt          | minisorozat (7 epizód)                                  |
| 2022      | Obi-Wan Kenobi             | Obi-Wan Kenobi                 | Ötödik Fivér                     | - minisorzat (4 epizód) - magyar hangja: - Bognár Tamás |
| 2023      |                            | Hot Wheels: Ultimate Challenge | Önmaga / Vendégbíró              | 1 epizód                                                |

## Fordítás
- Ez a szócikk részben vagy egészben  a   Sung Kang című angol Wikipédia-szócikk fordításán alapul.  Az eredeti cikk szerkesztőit annak laptörténete sorolja fel. Ez a jelzés csupán a megfogalmazás eredetét és a szerzői jogokat jelzi, nem szolgál a cikkben szereplő információk forrásmegjelöléseként.